# أحد بني زيد
أحد بني زيد هو مركز تابع لمحافظة القنفذة التابعة لمنطقة مكة المكرمة.

## الموقع
يقع مركز أحد بني زيد 20 كم شرق محافظة القنفذة كم جنوب مدينة مكة المكرمة وتتبع مركز أحد بني زيد حوالي 20 قرية أهمها: عجلان، عمرات، القاع، الجلمة، العماير، الفرشة، الصالحي، الرجبان،العمودية، البرمة, الخبت دار بن جدة، آل زياد، العقدة، أم السلم، رحمان، حداب الخيل، آل شداد، العلوب، الصخيرة، أم السلم، الدعدي، القعرة، الصرح، وادي هارون، دار العشم .

## السكان
يبلغ عدد سكان مركز أحد بني زيد حسب آخر إحصائية أكثر من 16000 نسمة.